# الويدي (فرع العدين)

تعديل مصدري - تعديل

الويدي محلة تابعة لقرية الشرف، التابعة لعزلة بني يوسف بمديرية فرع العدين إحدى مديريات محافظة إب في الجمهورية اليمنية، بلغ تعداد سكانها 26 حسب تعداد اليمن لعام 2004.